# Christopher Castile
Christopher Jon Castile (* 15. června 1980 v Kalifornii) je americký herec. Je známý díky své roli Teda Newtona ve filmu Beethoven a Beethoven 2 a také díky roli Marka Fostera v seriálu Krok za krokem. Propůjčil též hlas postavičce Eugena Horowitze ve filmu Hey Arnold!.